# مسجد الشيخ لولو
مسجد الشيخ لولو مسجد أثري يعود تاريخه إلى العصر المملوكي في فلسطين. يقع في مدينة القدس، جنوب شرقي باب العامود على يسار الداخل إلى البلدة القديمة ضمن الحي الإسلامي. وقفه بدر الدين لؤلؤ غازي عام 1373. تبلغ مساحته 120 مترا مربعا وله حديقة واسعة.
يقع في سويقة باب العامود أول الطريق المتجهة إلى حارة السعدية؛  وذلك ضمن مجمع عرف تاريخيا بالزاوية اللؤلؤية المنسوبة إلى واقفها بدر الدين لؤلؤ غازي، عتيق الملك الأشرف شعبان بن حسين  (778- 764هـ/1376-1362م)، الذي وقف المدرسة اللؤلؤية بحي الواد في سنة (775هـ/1373م)، كما يفيد نص الوقفية المنقوش على حجر مثبت على مدخل المسجد ودفتر تحرير الطابو رقم 522.  وقد ذكره الرحالة المشهور، عبد الغني النابلسي في زيارته في عام (1101هـ/1689م) وحدد موقعه. 
يقوم هذا المسجد في موضعه في وسط ينشط بحركة زوار مدينة القدس والسوق التي تشمله. ويبدو أن تاريخ إنشائه يسبق تاريخ الوقف.
يتخذ المسجد شكلًا مستطيلاً ويتكون من قسمين يفضيان إلى بعضهما عبر باب داخلي. تبلغ مساحة بيت الصلاة 128.8 متر مربع. أما المساحة المذكورة في كتاب "مساجد بيت المقدس" والتي تُقدر بحوالي 600 متر مربع، فإنها تشمل الساحة المكشوفة الممتدة أمام المسجد. وفقًا لتقرير وخارطة المساحة التي أعدتها دائرة الأوقاف عام 1935، تبلغ مساحة المسجد 3,075 متر مربع، وتشمل مساحة بيت الصلاة والساحة وبعض العقارات الموقوفة المجاورة. يشير هذا إلى تناقص أوقاف المسجد مع مرور الزمن، لأسباب لم تكشفها الوثائق التي اعتمدها الباحث. ومع ذلك، تؤكد الوثائق أن هذه الأوقاف تشمل دورًا ودكاكين في الجوار وقطع أراضٍ في قرى بيت ساور وصور باهر وعناتا. بلغت واردات قرية بيت ساور وحدها قبل منتصف القرن العاشر الهجري/السادس عشر الميلادي، أكثر من 2500 أقجة.
تحفل الوثائق بإشارات إلى وظائف مختلفة في المسجد خلال العهد العثماني، وتشير إلى انتماء العاملين فيه إلى أتراك وبعض العائلات المقدسية، مثل ابن جماعة وشكي مكي ووهبة وأبو الهدى والحريري.
يتكون بناء هذا المسجد من عقد دائري مفتوح بين قبوين متصلين، ويحيط به سور من الجهات الأربع. تتميز جدرانه بالسمك الذي يصل إلى 1.5 متر، وهي مبلطة ببلاط أملس من الداخل حتى ارتفاع مترين، ويصل ارتفاع المسجد إلى نحو 5 أمتار. يضم المسجد محرابًا مزخرفًا بشريط من السيراميك الخليلي، وله بابان في الجدار الغربي، بالإضافة إلى أربعة شبابيك مستطيلة الشكل ومكتبة متواضعة.
شهد المسجد العديد من التعميرات على مر تاريخه الطويل، بدءًا من التعميرات في عام 952هـ/1545م، مرورًا بالتعميرات الشاملة التي جرت في عهد المجلس الإسلامي الأعلى. من أهم هذه التعميرات كانت تلك التي تمت في الفترة بين 1945 و1947، والتي نتج عنها افتتاح مدرسة في إحدى الغرف الواقعة بساحة المسجد سنة 1947، وعرفت بـ"مدرسة الاستقلال العربية". بلغ عدد طلاب هذه المدرسة 300 طالب.
وفقًا لوثائق دائرة الأوقاف في القدس، المحفوظة في مؤسسة إحياء التراث والبحوث الإسلامية، بدأ الشيخ كامل أفندي مبارك تعليم القرآن الكريم ومبادئ القراءة والكتابة والحساب في المسجد منذ 6 يوليو 1947.
استمرت التعميرات في المسجد بعد النكبة؛ ففي عام 1954، تم فرش ساحة المسجد الخارجية بالإسمنت، وتعرف محليًا بـ"مدة". كما تم إدخال مياه البلدية إلى المسجد في نفس العام، ثم بلطت جزء من ساحته بالحجر الطبيعي الأملس ليكون ممراً يؤدي إليه. في عام 1960، زود المسجد بالتيار الكهربائي. على مدار العقدين التاليين، أضيفت إلى المسجد غرف جديدة، اتخذ بعضها مقراً للجنة تكفين الموتى في القدس. كما استكملت دورة مياه حديثة تقع في الجانب الجنوبي الغربي من المسجد.